# Benedetto Della Vedova

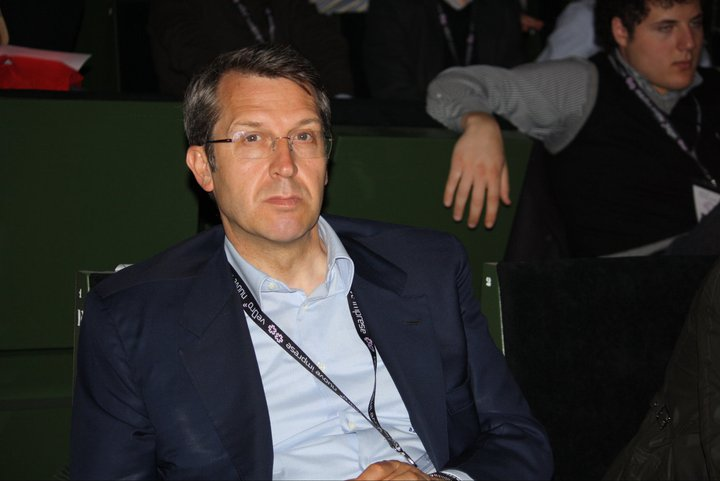
Benedetto Della Vedova

Benedetto Della Vedova (născut în 3 aprilie 1962) este un politician  italian, lider al partidului it  Riformatori Liberali, fost membru al Parlamentului European în perioada 1999 - 2004 din partea Italiei. 
1. ↑  CONOR.SI[*] Verificați valoarea |titlelink= (ajutor)
2. ↑  Gazzetta Ufficiale della Repubblica Italiana, accesat în 5 martie 2021
3. ↑  Della Vedova primo segretario di +Europa (în italiană), ANSA[*], accesat în 27 ianuarie 2019
4. ↑   http://www.senato.it/leg/17/BGT/Schede/Attsen/00022922.htm Lipsește sau este vid: |title= (ajutor)
5. ↑   http://legxv.camera.it/cartellecomuni/leg15/include/contenitore_dati.asp?tipopagina=&deputato=d301577&source=%2Fdeputatism%2F240%2Fdocumentoxml%2Easp&position=Deputati\La%20Scheda%20Personale&Pagina=Deputati/Composizione/SchedeDeputati/SchedeDeputati.asp%3Fdeputato=d301577 Lipsește sau este vid: |title= (ajutor)
6. ↑  Deputații în Parlamentul European